# Ô Sào
Ô Sào (烏巢) là một địa danh trong lịch sử Trung Quốc. Thời Hán mạt, nơi đây từng diễn ra trận tập kích của quân phiệt Tào Tháo vào kho quân lương của quân phiệt Viên Thiệu, đánh dấu bước ngoặc xoay chuyển cục diện của chiến dịch Quan Độ, giúp cho phe Tào Tháo giành chiến thắng tuyệt đối và chiếm ưu thế hoàn toàn ở miền Bắc Trung Hoa bấy giờ.

## Dấu ấn lịch sử
Vào thời Hán mạt, Ô Sào thuộc Ký Châu, nay thuộc đông nam Duyên Tân, Hà Nam, Trung Quốc. Sau khi lần lượt đánh bại Viên Thuật, tiêu diệt Lữ Bố, hàng Trương Tú, đuổi Lưu Bị, chiếm lĩnh các châu Duyện, Dự, Từ, một bộ phận của Ti Lệ và Ung Châu tại Trung Nguyên, Tào Tháo trở thành thế lực mạnh nhất khả dĩ có thể đối đầu với Viên Thiệu. Tháng 2 năm 200, Viên Thiệu quyết định xuất quân giao chiến, tấn công cứ điểm Bạch Mã của quân Tào Tháo và chiếm bàn đạp ở Diên Tân. Tào Tháo cho quân xuất kích, giải vây thành Bạch Mã và đánh bại quân Viên Thiệu ở Diên Tân. Tuy nhiên, do ít quân, Tào Tháo đã quyết định lui về đóng quân ở Quan Độ.
Tháng 8 năm 200, sau nhiều tháng nghỉ ngơi và chuẩn bị, hai phe tiếp tục giao chiến. Quân Viên Thiệu tiến đến Quan Độ, dù có ưu thế quân số, nhưng vẫn không thể tiêu diệt được chủ lực quân Tào Tháo. Do chiến sự bế tắc, tháng 10 năm 200, Viên Thiệu sai Thuần Vu Quỳnh dẫn hơn 1 vạn quân đi hộ tống quân lương và đóng trại ở Ô Sào, cách đại doanh của Viên Thiệu khoảng 40 dặm. Nhận thấy nguy cơ có thể bị tập kích, mưu sĩ của Viên Thiệu là Hứa Du có đề nghị sai Tưởng Kỳ dẫn thêm quân tăng viện để yểm trợ hai bên sườn Ô Sào, nhưng đã bị Viên Thiệu từ chối. Hứa Du sau đó cũng đề xuất kế hoạch dùng một đạo khinh binh tập kích Hứa Đô vào ban đêm, tuy nhiên vẫn bị Viên Thiệu từ chối. 
Quá bất mãn, cộng thêm việc thân nhân của mình bị xét tội, Hứa Du đã bỏ Viên Thiệu sang đầu nhập Tào Tháo, đồng thời tiết lộ tin tức tình báo quan trọng về khả năng bố phòng lỏng lẻo của Ô Sào. Nhận thức thời cơ vàng, Tào Tháo ngay lập tức huy động 5.000 kỵ binh tập kích Ô Sào ngay trong đêm. Quân Viên Thiệu nhanh chóng rối loạn, không đủ sức chống trả một cách hiệu quả, nhanh chóng tan rã, 4/5 phó tướng của Thuần Vu Quỳnh tử trận. Chính Thuần Vu Quỳnh dù đã chống trả quyết liệt nhưng sau đó cũng bị bắt và bị chém chết. Toàn bộ kho quân lương tại Ô Sào bị quân Tào cướp phá và đốt sạch.
Khi nhận được tin Ô Sào bị tập kích, cho rằng Tào Tháo dồ binh lực để tấn công Ô Sào, Viên Thiệu chỉ phái một đạo khinh binh đi cứu viện nhằm mục đích kéo dài thời gian, lại phái 2 đại tướng là Trương Cáp và Cao Lãm đi tập kích doanh trại của Tào Tháo. Tuy nhiên, lực lượng chủ lực của quân Tào vẫn đóng ở đại trại và bố phòng kỹ lưỡng, hai tướng nhiều lần công kích nhưng không thể công phá. Sợ trở về sẽ bị khép tội không hoàn thành nhiệm vụ, nên cả Trương Cáp và Cao Lãm đều đã quyết định đầu hàng Tào Tháo.
Sau thất bại Ô Sào, đã mất hết quân lương, lại còn tổn thất cả 3 đại tướng, quân tình trở nên rối loạn, Viên Thiệu buộc phải rút quân khỏi Quan Độ. Tào Tháo thừa cơ dẫn quân tập kích khiến quân Thiệu đại bại tan nát. Thiệu hốt hoảng, cùng con là Viên Đàm dẫn 800 quân kỵ chạy một mạch, qua sông Hoàng Hà mới dám dừng lại nghỉ. Hơn 7 vạn quân của Viên Thiệu không theo kịp chủ, đều xin hàng Tào Tháo. Trong số đó có một vài người không hoàn toàn quy thuận, có biểu hiện trá hàng. Tào Tháo sợ phát sinh hậu hoạ bèn ra lệnh chôn sống cả bảy vạn hàng binh.